# Karrat
Karrat är en ö i Grönland (Kungariket Danmark).   Den ligger i kommunen Qaasuitsup, i den västra delen av Grönland, 1 000 km norr om huvudstaden Nuuk. Arean är 15,3 kvadratkilometer.
Terrängen på Karrat är lite kuperad. Öns högsta punkt är 224 meter över havet. Den sträcker sig 4,8 kilometer i nord-sydlig riktning, och 5,7 kilometer i öst-västlig riktning.  Trakten runt Karrat består i huvudsak av gräsmarker.